# 諸廷坵
諸 廷坵（チェ・ジョング、朝鮮語: 제정구、1944年3月1日 - 1999年2月9日）は、韓国の政治家、貧民運動家。別名は「貧民の友」（빈민의 벗）、「貧民運動の代父」（빈민운동의 대부）。第14・15代国会議員。本貫は太原諸氏（漆原諸氏）、カトリック教徒。号は世明（セミョン、세명）。

## 経歴
慶尚南道固城郡出身。1962年に晋州高校を卒業した後、1966年にソウル大学校政治学科に入学し、1967年に国軍に入隊した。満期除隊後、1971年に復学したがすぐに教練反対運動で除籍された。1972年からソウル市清渓川沿いのスラム街で貧民運動を始め、都市貧民の生存権・人権保護運動に投身した。1973年に同じ活動をするイエズス会の鄭日祐神父と知り合った。
1974年4月の民青学連事件に関する緊急措置違反の疑いで拘束され、後に懲役15年を宣告されたため、1973年に復学した学校で再び除籍された。刑務所時期にカトリック教に深く感心し、1975年2月に刑執行停止により出所した。その後はソウル市内及び京畿道始興郡内の各地でスラム街の強制撤去に反対する貧民活動をして、1979年に韓国教会社会宣教協議会都市住民分科委員会の委員を務めた。1980年にようやくソウル大学校を卒業し、1983年に西江大学校大学院神学科修士課程を修了した。
1984年に赦免復権を受け、韓国教会社会宣教協議会住民分科委員長として活動し、他の活動家と共に木洞のスラム街強制撤去阻止闘争を行った。同年に民主統一民衆運動連合中央委員として民主化運動に参加した。1985年に天主教都市貧民司牧協議会を設立し、天主教社会運動協議会議長として活動した。1986年2月に鄭日祐とともにフィリピン政府が授与するマグサイサイ賞地域社会指導部門を受賞した。1987年にはスラム街の強制撤去反対闘争を展開しながら、民主憲法争取国民運動本部共同代表を務め、6・10民主化運動を主導した。1988年に在野圏の分裂を受け、ハンギョレ民主党の創党に参加し共同代表を務めたが、同年の第13代総選挙でソウル鐘路区選挙区から出馬しても落選した。同年にバンコクで設立された「民衆住居争取アジア連合」に鄭日祐と共に韓国代表として参加し、1989年にアジア都市貧民大会をソウルで開催した。
1991年に天主教正義具現全国連合会事務総長を務めた。1992年の第14代総選挙で旧民主党、1996年の第15代総選挙で統合民主党から出馬し連続当選したほか、住宅連合代表、韓国都市研究所理事、民主改革政治会常任委員会幹事、民主党党務計画室長・事務総長・院内総務・副総裁、国会建設・財経委員、都市貧民研究所所長を歴任した。1997年にハンナラ党に合流した。
1999年に肺がんにより議員在任中に亡くなった。死後は民主化と都市貧民のために闘争してきた功績により、政府から国民勲章牡丹章を追贈された。金寿煥枢機卿や詩人の金芝河も追悼詞を送った。